# Rhys Pollock
Rhys Pollock (Sydney, 14 maart 1980) is een Australisch wielrenner die anno 2014 uitkomt voor ChasterMason Giant Racing. Na eerder te hebben gereden voor het Marco Polo Cyclingteam, DFL-Cyclingnews-Litespeed en Drapac Cycling.

## Belangrijkste overwinningen
1999
- Australisch kampioenschap Mountainbike onder 23 jaar

2008
- Berlare

2010
- Melbourne to Warrnambool Classic
- 2e etappe Ronde van Tasmanië

2011
- 1e etappe Herald Sun Tour

2012
- Eindklassement Ronde van Taiwan

## Ploegen
- 2005-Marco Polo Cycling Team
- 2006-Marco Polo Cycling Team
- 2007-DFL-Cyclingnews-Litespeed
- 2008-Trek-Marco Polo Cycling Team (vanaf 21/04)
- 2009-Drapac-Porsche Cycling
- 2010-Drapac-Porsche Cycling
- 2011-Drapac Cycling
- 2012-Drapac Cycling
- 2014-ChasterMason Giant Racing

Bates · Braunsteins · Dempster · D.Drapac · Grinter · Humbert · Irwyn · Lewis · McDonald · Morton · O'Brien · Olman · Palmer · Pollock · Shaw · Thuaux · Williams · Windsor
P.Drapac · Lewis · McDonald · Morton · Norris · Othman · Palmer · Pell · M.Phelan · Pollock · Shaw
P.Drapac · Goesinnen · Grimsey · Lapthorne · Norris · Othman · Palmer · Pell · A.Phelan · M.Phelan · Pollock · Rusli · Semple · Shaw
Goesinnen · Hucker · Lapthorne · Norris · Palmer · A.Phelan · Pollock · Rudolph · Rusli · Semple · Shaw · Thompson · W.Walker